# 이다진
이다진(1983년 ~ )은 대한민국 모델이자 전문 비디오 자키(VJ)이다. 본명은 이진희이다. 1997년 패션 모델로 데뷔, 배스킨라빈스, 양파링 등의 CF에 출연하였으며, KMTV에서 VJ로도 활동하고 있다.